# Daventry (motorfiets)
Daventry is een Belgisch historisch merk van motorfietsen.
De bedrijfsnaam was: Motos Daventry, Bruxelles.
Dit was een fabriek van Jules Delmotte, dat in de jaren twintig al fietsen produceerde. Na de Tweede Wereldoorlog werd Daventry importeur van de Duitse Sachs-motoren. Al snel volgde hieruit de eerste lichte motorfiets: een Daventry-fiets aangedreven door een 98cc-Sachs-blokje.
In 1951 werd er een "echte" motorfiets geproduceerd, een prototype voor een 150cc-Sachs. Dit prototype werd eerst uitgebreid in wedstrijden getest en in 1952 begon de serieproductie. Omdat de verkoop van deze machine goed liep ging Daventry het gamma verder uitbreiden, met onder andere een 49cc-bromfiets met een JLO-blokje, een 98-, 150- en 175cc-Sachs, een 250cc-JLO en ook twee scooter-modellen. Er werden ook Ydral-motoren ingebouwd, maar mogelijk werden ook inbouwmotoren van Puch gebruikt. In 1956 werd de productie beëindigd.